# اوزفالدو بوسو
اوزفالدو بوسو (بالإسبانية: Osvaldo Bosso)‏ (14 أكتوبر 1993 بسانتياغو في تشيلي - ) هو لاعب كرة قدم تشيلي في مركز الوسط. لعب مع أوداكس إيتاليانو.

## وصلات خارجية
- اوزفالدو بوسو على موقع قاعدة بيانات كرة القدم.إي يو (الإنجليزية)
- اوزفالدو بوسو على موقع Soccerway.com (الإنجليزية)
- اوزفالدو بوسو على موقع عالم كرة القدم.نت (الإنجليزية)
- اوزفالدو بوسو على موقع AS.com (الإسبانية)